# Nürnberger Gesetze

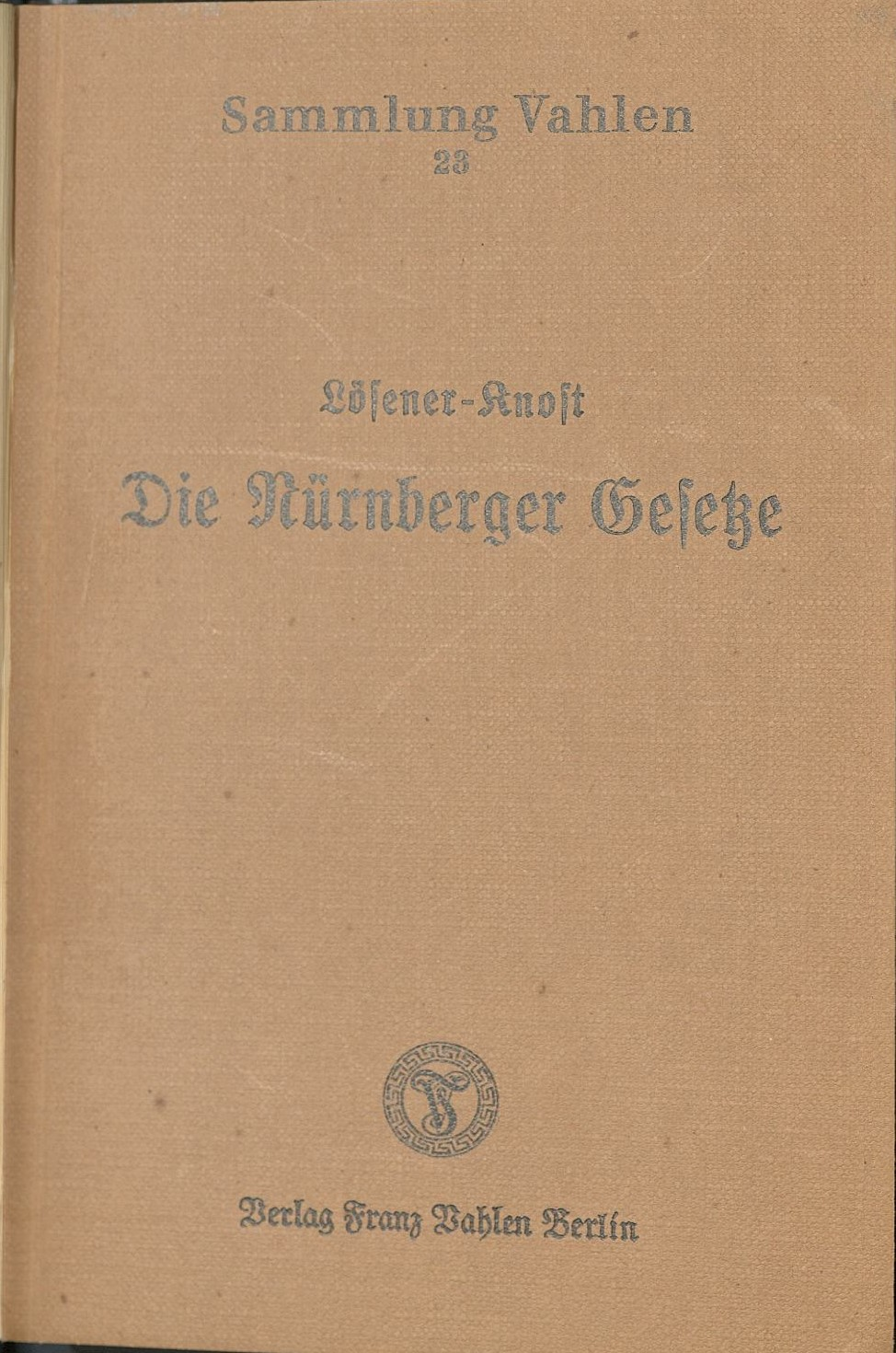
Der Kommentar von Bernhard Lösener und Friedrich August Knost zu den Nürnberger Gesetzen hatte von 1936 bis 1942 fünf Auflagen

Nürnberger Gesetze ist ein Sammelbegriff für das Gesetz zum Schutz des deutschen Blutes und der deutschen Ehre und das Reichsbürgergesetz, die während des Reichsparteitags der NSDAP im Saal des Industrie- und Kulturvereins Nürnberg  am 15. September 1935 vom Reichstag verabschiedet wurden. Der Reichstag war eigens zu diesem Zweck telegrafisch nach Nürnberg einberufen worden.
Ebenfalls am 15. September 1935 wurde das Reichsflaggengesetz, verabschiedet, das die Hakenkreuzfahne zur Reichs- und Nationalflagge erklärte, und Personen jüdischen Glaubens oder auch nur jüdischer Abstammung die Verwendung verbot.
Alle drei Gesetze wurden im Reichsgesetzblatt vom 16. September 1935 mit dem Zusatz „Nürnberg, den 15. September 1935, am Reichsparteitag der Freiheit“ verkündet. Sie wurden durch das alliierte Kontrollratsgesetz Nr. 1 vom 20. September 1945 aufgehoben.

## „Reichsparteitag der Freiheit“ im September 1935
Der siebte Reichsparteitag („Reichsparteitag der Freiheit“) fand vom 10. bis zum 16. September 1935 in Nürnberg statt. Er sollte ursprünglich die Einführung der Wehrpflicht und die Befreiung von den einschränkenden Bestimmungen des Versailler Vertrags propagandistisch herausstellen. Daher erklärt sich der Titel „Reichsparteitag der Freiheit“.
Am 12. September, dem dritten Tag des Parteitags, kündigte Reichsärzteführer Gerhard Wagner überraschend an, der nationalsozialistische Staat werde in Kürze durch ein „Gesetz zum Schutze des deutschen Blutes“ die weitere Vermischung von Juden und „Ariern“ verhindern. Adolf Hitler erweiterte den Auftrag und ließ umgehend über den Reichsinnenminister Wilhelm Frick den Abteilungsleiter Wilhelm Stuckart und den Leiter des „Staatsangehörigkeitsreferates“ im Reichsinnenministerium, Bernhard Lösener, und andere Verwaltungsfachleute entsprechende Gesetzesentwürfe ausarbeiten. Da einige von ihnen aus Berlin anreisen mussten, konnte sich die Arbeitsgruppe erst am folgenden Abend in Nürnberg konstituieren. Wegen des Zeitdrucks verzichteten die zuständigen Minister auf Vorgaben und überließen es den Ministerialbeamten, Gesetzentwürfe auszuarbeiten.
Wagner, der sich in Nürnberg ständig bei Hitler aufhielt, wollte eine Zwangsscheidung von „Mischehen“ und Heiratsverbot auch für Vierteljuden einführen, während die Ministerialbürokraten auf Schwierigkeiten bei der praktischen Umsetzung hinwiesen. Hitler selbst entschied sich schließlich für den milderen Gesetzentwurf; er konnte sich damit als gemäßigter Staatsmann darstellen, der seine Partei im Griff habe, und er vermied voraussehbare Konflikte mit der katholischen Kirche.
Zwar wurde der Begriff des Ariers wegen der Unklarheiten bei seiner Bestimmung in der Gesetzgebung durch den des deutschen oder artverwandten Blutes abgelöst. Wesentliche Inhalte der Nürnberger Gesetze blieben damit aber entgegen dem Anschein einer genaueren Regelung unbestimmt und konnten willkürlich ausgelegt werden.

## Gesetz zum Schutz des deutschen Blutes und der deutschen Ehre

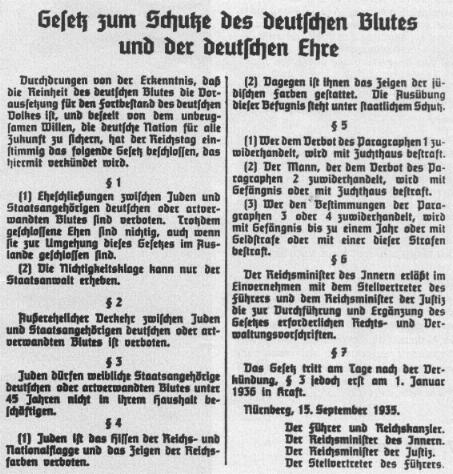
Das „Blutschutzgesetz“

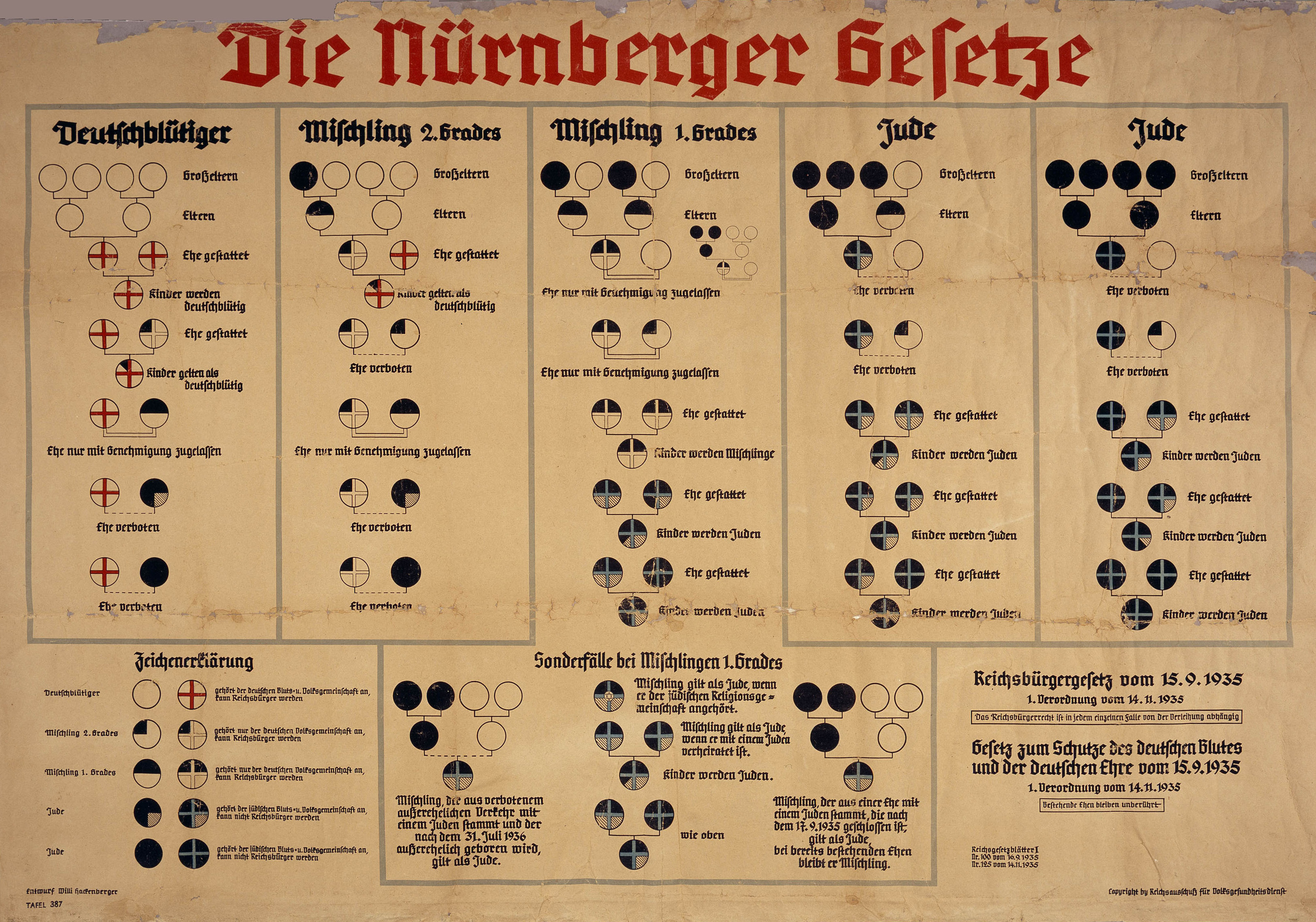
Bildtafel zu den Nürnberger Gesetzen (1935)

Das Gesetz zum Schutze des deutschen Blutes und der deutschen Ehre („Blutschutzgesetz“) war nach seiner Präambel „durchdrungen von der Erkenntnis, dass die Reinheit des deutschen Blutes die Voraussetzung für den Fortbestand des deutschen Volkes ist“, dem zentralen Ziel der nationalsozialistischen Rassenhygiene. Es verbot deshalb die Eheschließung sowie den außerehelichen Geschlechtsverkehr zwischen Juden und „Staatsangehörigen deutschen oder artverwandten Blutes“. Dennoch geschlossene Ehen waren nichtig, die Ehegatten wurden mit Zuchthaus bestraft. Männer, die gegen das Verbot zum außerehelichen Verkehr verstießen, wurden außerdem wegen „Rassenschande“ mit Gefängnis oder Zuchthaus bestraft.
Diese Bestimmung wurde oft Adolf Hitler persönlich zugeschrieben. Sie zeuge von seinem Frauenbild, nach dem die Frau sexuell unmündig sei. Auch eine von Hitler gewünschte Ergänzungsverordnung vom 16. Februar 1940, nach der die Frau trotz des Vorwurfs der Begünstigung ausdrücklich straffrei bleiben sollte, weist in diese Richtung. Die Juristen Wilhelm Stuckart und Hans Globke liefern in ihrem Gesetzeskommentar von 1936 eine rein praktische Begründung: Zur Überführung sei meist die Aussage der beteiligten Frau erforderlich, der bei Straffreistellung ein Auskunftsverweigerungsrecht nicht mehr zustehe.
§ 3 des Gesetzes, der erst zum 1. Januar 1936 in Kraft trat, untersagte es Juden, weibliche „Staatsangehörige deutschen oder artverwandten Blutes“ unter 45 Jahren in ihrem Haushalt zu beschäftigen. Dahinter stand die Unterstellung, „der Jude“ werde sich sonst an diesen vergehen.
Kurz nach der Verabschiedung der Rassengesetze wurde am 14. November 1935 in einer Ersten Verordnung zum Blutschutzgesetz (RGBl. I S. 1334 f.) festgeschrieben, dass „jüdische Mischlinge mit zwei jüdischen Großeltern“ nur noch mit ausdrücklicher Genehmigung des Reichsausschusses zum Schutze des deutschen Blutes „Deutschblütige“ oder „jüdische Mischlinge mit einem jüdischen Großelternteil“ ehelichen durften. Entsprechende Anträge blieben jedoch meist erfolglos; nach 1942 wurden sie „für die Dauer des Krieges“ nicht mehr angenommen. Ehen zwischen zwei „Vierteljuden“ sollten nicht geschlossen werden. „Vierteljuden“ und „Deutschblütige“ dagegen durften heiraten. Dahinter stand das rassistische Paradigma, „deutsches und artverwandtes Blut“ zu bewahren. Ein § 6 der Ersten Verordnung weitete das Eheverbot auf andere Gruppen aus: Es sollten grundsätzlich alle Ehen unterbleiben, die die „Reinerhaltung des deutschen Blutes“ gefährdeten. Ein Rundschreiben zählte dazu „Zigeuner, Neger und ihre Bastarde“ auf.
§ 4 des Gesetzes verbot den Juden, die Reichs- und Nationalflagge zu hissen oder die Reichsfarben zu zeigen. Die Strafandrohung war Gefängnis bis zu einem Jahr. Juden wurde jedoch „das Zeigen der jüdischen Farben“ gestattet.
Bereits im Februar 1935 hatte die Gestapo, zu dieser Zeit noch ohne gesetzliche Grundlage, den Juden die Verwendung der Hakenkreuz-Fahne verboten; im April folgte ein entsprechender Erlass des Reichsinnenministeriums. Angeblich sollte damit der Versuch jüdischer Firmen verhindert werden, sich durch Beflaggung zu tarnen und als „arisch“ auszugeben.
Einen Sonderfall stellten, aufgrund möglicher diplomatischer Verwicklungen mit dem japanischen Bündnispartner, deutsch-japanische Ehen dar. Diese waren unerwünscht und wurden trotz mangelnder Rechtsgrundlage häufig von deutschen Stellen verhindert. Hierzu wurden nach Recherchen des Historikers Harumi Shidehara Furuya in jedem Einzelfall intensive Untersuchungen zum Hintergrund der Betroffenen – insbesondere zur diplomatischen Relevanz – durchgeführt. In Japan bemühten sich die Auslandsvertretungen, nach außen hin den Eindruck zu erwecken, Japaner seien „Ehren-Arier“, und bezeichneten den Begriff des „Ariers“ als „vielleicht wissenschaftlich nicht einwandfrei“. Praktisch bedeute „er einfach: Nichtjude“. Intern wies die Deutsche Botschaft in Tokio im Februar 1939 aber darauf hin, dass „eine grundsätzliche Regelung getroffen werden“ müsse, wobei „der japanische Rassenstolz und die japanische Empfindlichkeit“ geschont werden müsse. Hitler selbst vertrat im September 1940 die Auffassung, „daß es doch richtiger sei, im Interesse der Reinerhaltung der deutschen Rasse solche Eheschließungen in Zukunft nicht zu gestatten, selbst wenn außenpolitische Gründe für eine Genehmigung sprächen“. Der Chef der Reichskanzlei, Hans Heinrich Lammers, überzeugte ihn jedoch davon, „von jetzt ab alle ähnlichen Anträge durch dilatorische Behandlung auf mindestens 1 Jahr zurückzustellen, um alsdann zu Ablehnungen überzugehen“. Diesem Vorschlag stimmte Hitler zu.
Allein bis zum Jahresende 1940 wurden 1.911 Männer wegen „Rassenschande“ verurteilt.

## Reichsbürgergesetz
Das Reichsbürgergesetz schuf zwei Kategorien im Staatsangehörigkeitsrecht: den Staatsangehörigen, der „dem Schutzverband des Deutschen Reiches angehört und ihm dafür besonders verpflichtet ist“, und den Reichsbürger, der „der alleinige Träger der vollen politischen Rechte“ war. Reichsbürger konnte nur „der Staatsangehörige deutschen oder artverwandten Blutes“ sein.
Dieser müsse – zunächst – Staatsangehöriger „deutschen oder artverwandten Blutes“ sein und durch sein Verhalten beweisen, dass er „gewillt und geeignet ist, in Treue dem deutschen Volk und Reich zu dienen.“ Das Reichsbürgerrecht sollte durch einen Reichsbürgerbrief verliehen werden (§ 2 Abs. 2 RBG), wozu es aber nie kam.
Auf diese Weise wurde rechtlich eine Zweiteilung vorbereitet:
1. „Reichsbürger“ (§ 2 RBG), die dies allerdings nur unter der „Maßgabe der Gesetze“ sind (§ 2 Abs. 3 RBG)
2. „Staatsangehörige“ (zwar mit Verweis auf das Reichs- und Staatsangehörigkeitsgesetz von 1913, der jedoch dem Staat „dafür besonders verpflichtet ist“ (§ 1 Abs. 1 Halbsatz 2 RBG)).

Die „Reichsbürgerbriefe“ (§ 2 Abs. 2 RBG) hätten selbst den Deutschen als Staatsbürger in solche, „die durch sein Verhalten beweist, daß er gewillt und geeignet ist, in Treue dem Deutschen Volk und Reich zu dienen“ (§ 2 Abs. 1 Halbsatz 2 RBG), die also „Reichsbürger“ hätten werden können und damit „alleinige Träger der vollen politischen Rechte“ (§ 2 Abs. 3 RBG) sind – und die, die dieses nicht erreichen konnten oder wollten – klassifizieren müssen.
Von der aus diesem Gesetz vorgegebenen „Zweiteilung“ wurde praktisch nur gegen diejenigen, die nicht „deutschen oder artverwandten Blutes“ sind, Gebrauch gemacht: Der § 3 des Reichsbürgergesetzes ermöglichte auf dem Verwaltungsweg jedwede – juristisch-formale – Verwaltungsvorschrift zur Auslegung dieses Gesetzes mit Bezug auf Personen, die nicht „Staatsangehörige deutschen oder artverwandten Blutes“ sind.
So wurde z. B. den assimilierten „jüdischen Mischlingen“ nur das Wahlrecht und eine „vorläufige Reichsbürgerschaft“ zugestanden. Infolge des Reichsbürgergesetzes durfte – auf dem Verordnungsweg – kein Jude mehr ein öffentliches Amt innehaben. Auch die jüdischen Beamten, die bislang durch das so genannte Frontkämpferprivileg im Gesetz zur Wiederherstellung des Berufsbeamtentums 1933 von der Entlassung verschont geblieben waren, mussten zum 31. Dezember 1935 den Dienst quittieren. Außerdem verloren Juden das politische Wahlrecht. Durch weitere Verordnungen zum Reichsbürgergesetz wurde 1938 jüdischen Ärzten und Rechtsanwälten die Zulassung entzogen (4. Verordnung zum RBG vom 25. Juli 1938 und 5. Verordnung zum RBG vom 30. November 1938). Bedeutsam wurde schließlich die von Hitler initiierte 11. Verordnung zum Reichsbürgergesetz vom 25. November 1941. Deutschen Juden wurde damit die Staatsangehörigkeit aberkannt, wenn sie ihren Wohnsitz im Ausland nahmen. Bei Deportation verloren Juden mit dem Grenzübertritt ihre Staatsangehörigkeit, zugleich gingen ihr gesamtes Eigentum und Vermögen einschließlich ihrer Ansprüche aus Lebens- und Rentenversicherungen förmlich an den Staat über.

### Einstufung
Die Erste Verordnung zum Reichsbürgergesetz vom 14. November 1935 definierte, wer als „jüdischer Mischling“ Reichsbürger bleiben könne und wer als „Jude“ davon ausgeschlossen sei:
- Personen mit mindestens drei jüdischen Großeltern galten als (Voll-)„Jude“.
- Personen mit einem jüdischen Elternteil oder zwei jüdischen Großeltern galten als „Mischling ersten Grades“.
- Personen mit einem jüdischen Großeltern-Teil wurden als „Mischling zweiten Grades“ eingestuft.

„Mischlinge ersten Grades“, die der jüdischen Kultusgemeinde angehörten oder mit einem Juden verheiratet waren, wurden als „Juden“ eingestuft. Für sie kam später der Begriff „Geltungsjude“ auf. Alle weiteren „Halbjuden“ und „Vierteljuden“ wurden amtlich als „jüdische Mischlinge“ bezeichnet.

### Ausnahmebestimmungen
In § 7 der Ersten Verordnung zum Reichsbürgergesetz behielt sich Hitler persönlich die Zustimmung für Ausnahmen vor: „Der Führer und Reichskanzler kann Befreiungen von den Vorschriften der Ausführungsverordnungen erteilen“. Der oft verkürzt zitierte Ausspruch „Wer bei mir Jude ist, bestimme ich!“ wird Hermann Göring bezüglich Martin Wronsky von der Luft Hansa zugeschrieben, trifft aber nicht den Sachverhalt.
Von mehr als 10.000 Anträgen zur Besserstellung, die durch mehrere Vorinstanzen geprüft und gefiltert wurden, waren nur wenige erfolgreich. Dabei waren die Teilnahme der Bittsteller am Weltkrieg und politische Verdienste um die „Bewegung“, ihr „rassisches Erscheinungsbild“ und ihre charakterliche Beurteilung wesentliche Kriterien. Nur in zwei Fällen wurden „Volljuden“ begünstigt. Bis zum Jahre 1941 erreichten 260 „Mischlinge ersten Grades“ ihre Gleichstellung mit einem „Deutschblütigen“ („Bescheinigung über die Einordnung im Sinne der ersten Verordnung zum Reichsbürgergesetz vom 14. November 1935“). In 1.300 Fällen wurden Bittsteller vom „Geltungsjuden“ zum „jüdischen Mischling“ umgestuft.
Nach einem Erlass des Oberkommandos der Wehrmacht vom 8. April 1940 sollten die „Mischlinge ersten Grades“ sowie die „jüdisch Versippten“ (die „deutschblütigen“ Ehepartner in sogenannten Mischehen) aus der Wehrmacht entlassen werden. Ausnahmen waren ausschließlich mit persönlicher Genehmigung Hitlers bis 1942 möglich, im Ausnahmefall aber noch weiter geduldet. Im Juni 1944 sollten auch die „Mischlinge zweiten Grades“ vom Dienst in der Wehrmacht ausgeschlossen werden. Mit stillschweigender Unterstützung ihrer Vorgesetzten verblieben einige dieser für wehrunwürdig erklärten Soldaten dennoch in der Wehrmacht. Nach dem Attentat vom 20. Juli 1944 widerrief Hitler seine Ausnahmegenehmigungen für Offiziere, die als „Mischlinge ersten Grades“ galten; zugleich wurden auch alle „jüdisch versippten“ Offiziere zum Jahresende 1944 entlassen. In der Realität dienten einzelne Soldaten, denen frühzeitig eine „Deutschblütigkeitserklärung“ ausgestellt worden war, teilweise bis Kriegsende weiter.
Mitglieder der NSDAP, Mannschaften und Unterführer der SS sowie Bauern im Sinne des Reichserbhofgesetzes waren noch weit strengeren Kriterien unterworfen. Sie mussten einen Großen Ahnenpaß vulgo Großer Ariernachweis erbringen, welcher einen durchgehend „deutschblütigen“ Stammbaum bis zum Stichjahr 1800 auswies. Für Führer der SS galt das Stichjahr 1750.
Die Enzyklopädie des Nationalsozialismus spricht von einer „Ernennung zum Ehrenarier“ und nimmt dabei Bezug auf die Ausnahmebestimmung des § 7 der Ersten Verordnung zum Reichsbürgergesetz, die diesen Begriff jedoch nicht verwendet. Beate Meyer verwendet das Wort „Ehrenarier“ nur in Anführungszeichen und beiläufig für Ausnahmefälle, bei denen sich „verdiente Weggefährten“ mit jüdischem Hintergrund direkt an die Parteikanzlei und Hitler wandten und ohne förmliches Verfahren eine Statusverbesserung erreichten. Steiner/Cornberg weisen darauf hin, dass es den Begriff „Ehrenarier“ amtlich nicht gab und er nur umgangssprachlich gebräuchlich war.

## Zeitgenössische Reaktionen
Nach Gestapo-Berichten wurden die Nürnberger Gesetze in der Bevölkerung „größtenteils mit Genugtuung aufgenommen, nicht zuletzt deshalb, weil es psychologisch mehr als die unerfreulichen Einzelaktionen die erwünschte Isolierung des Judentums herbeiführen wird“. In katholischen Kreisen fänden sie allerdings „keinen Beifall; begrüßt wird lediglich, daß die Juden-Gesetzgebung Auswüchse in der antisemitischen Propaganda und Ausschreitungen unterbindet“. Es muss offenbleiben, ob diese Äußerungen repräsentativ waren und ob diese Teilkritik nur der Vorsicht geschuldet war, denn diese von SD-Mitarbeitern mitgehörten Äußerungen stammten aus öffentlich geführten Gesprächen.
Die unter anderem in der Jüdischen Rundschau veröffentlichte Erklärung der Reichsvertretung der Juden in Deutschland vom 24. September 1935 begann mit den Worten: „Die vom Reichstag in Nürnberg beschlossenen Gesetze haben die Juden in Deutschland aufs Schwerste betroffen. Sie sollen aber eine Ebene schaffen, auf der ein erträgliches Verhältnis zwischen dem deutschen und dem jüdischen Volke möglich ist. […] Voraussetzung für ein erträgliches Verhältnis ist die Hoffnung, daß den Juden und jüdischen Gemeinden in Deutschland durch Beendigung ihrer Diffamierung und Boykottierung die moralische und wirtschaftliche Existenzmöglichkeit gelassen wird.“
Vertreter des revisionistischen Flügels der Zionisten wie Georg Kareski (der als Vorsitzender der Staatszionistischen Vereinigung dem Angriff ein – weitgehend auf Ablehnung stoßendes – Interview gab) befürworteten hingegen eine „vollständige Trennung von Juden und Ariern.“ Einige orthodoxe Juden begrüßten das Verbot der „Mischehe“. Den „Assimilanten“ sei damit in Deutschland jede Grundlage entzogen. Andere jüdische Bürger meinten, dass nun eine dauerhafte und gesetzlich geregelte Lösung für ein Zusammenleben gefunden sei. Dabei übersahen sie, dass die Nürnberger Gesetze nur einen leeren Rahmen darstellten. Zur Beruhigung trug bei, dass in der Bekanntmachung absichtlich der Eindruck erweckt wurde, diese Vorschriften beträfen „nur Volljuden“; diesen Vermerk hatte Hitler zuvor eigenhändig gestrichen, den Text aber in der Fassung des Entwurfs zur Veröffentlichung freigegeben.
Vertreter der Wirtschaft im nationalsozialistischen Deutschland hatten Bedenken wegen möglicher Auswirkungen im Ausland. Die befürchteten Sanktionen waren jedoch kaum spürbar. Da nach den Gesetzen die „jüdischen Mischlinge“ Rudi Ball (Eishockey) und Helene Mayer (Fechten) an den im Deutschen Reich ausgetragenen Olympischen Sommer- und Winterspielen 1936 teilnehmen durften, sie im Ausland auch als Juden wahrgenommen wurden, wurde geplanten Sanktionen im Zusammenhang mit den Olympischen Spielen (vor allem von Seiten der USA) der Boden entzogen.
Die Berichte der sozialdemokratischen Sopade bezeichnen die Nürnberger Gesetze als politische Ausnahmegesetze mit „sexualpathologischem Charakter“, durch die den Juden eine Stellung „außerhalb der Menschheit“ zugewiesen werde. Der Führer sei der „Gefangene seiner Banditen“ und müsse ihren terroristischen Forderungen nachgeben.

## Folgen während der Zeit des Nationalsozialismus
Bis zum Ende des NS-Staates wurde die Rechtsstellung der Juden durch eine Vielzahl weiterer Gesetze und Verordnungen weiter beschränkt, die fast alle Bereiche des öffentlichen wie des privaten Lebens betrafen.
Nachdem 1939 der Judenstern im besetzten Polen eingeführt worden war, mussten ihn ab dem 19. September 1941 auch Juden im Reichsgebiet tragen. Dabei wurde auch der männliche jüdische Teil einer „Mischehe“ zum Tragen des Sterns verpflichtet, sofern die Ehe kinderlos geblieben war.
Die jüdischen Partner aus Mischehen wie auch die „jüdisch Versippten“, wie die „deutschblütigen“ Ehemänner aus Mischehen genannt wurden, wurden im Laufe des Krieges zu Zwangsarbeit verpflichtet und häufig in Sonderkommandos kaserniert. In Berlin wurden kurz vor Ende des Krieges auch die „deutschblütigen“ Ehefrauen entsprechend eingesetzt.
Nicht zur Ausführung gelangten die 1942 im Protokoll der Wannseekonferenz genannten und die in zwei Folgekonferenzen von Referenten erörterten Pläne, in denen die Zwangsscheidung von Mischehen mit anschließender Deportation sowie die Zwangssterilisation von jüdischen Mischlingen als Ziele genannt wurden.
In Deutschland fielen die drei Nürnberger Gesetze am 20. September 1945 mit ihren Verordnungen unter das Kontrollratsgesetz Nr. 1 betreffend die Aufhebung von NS-Recht.

## Kontroverse Deutungen in der wissenschaftlichen Literatur
Umstritten war unter den Historikern die Frage, ob es sich bei den Nürnberger Gesetzen um eine spontane Entscheidung handelte oder ob damit ein lange gehegter Plan umgesetzt wurde.
Überwiegend wird in der älteren Fachliteratur dargestellt, dass die Rassengesetze völlig überraschend entstanden und spontan erlassen wurden. Dem widerspricht, dass bereits am 26. Juli 1935 Standesbeamte angewiesen worden waren, Aufgebote für Mischehen wegen einer anstehenden Neuregelung nicht zu bearbeiten. Auch lassen sich Gedankenspiele Hitlers um ein neues Staatsbürgergesetz und Denkschriften Hanns Kerrls und Roland Freislers zum Ehegesetz schon für 1933 nachweisen. Der nicht umgesetzte Entwurf eines Gesetzes „zur Regelung der Stellung der Juden“, den Rudolf Heß am 6. April 1933 an Julius Streicher schickte, nimmt im § 15 die Bestimmungen des späteren „Blutschutzgesetzes“ vorweg und enthält schärfere Regelungen als das Reichsbürgergesetz.
Die Historikerin Alexandra Przyrembel bezeichnet die 37. Sitzung der Strafrechtskommission am 5. Juni 1934 als „erstes bedeutendes Brainstorming […], das die Konzeption der Nürnberger Gesetze sowie seine Ausführungsbestimmungen in wesentlichen Aspekten vorbereitete“. An der Sitzung nahm neben Roland Freisler und Fritz Grau auch der spätere Widerstandskämpfer Hans von Dohnanyi in seiner Eigenschaft als Referent des NS-Reichsjustizministers Franz Gürtner teil. Er kritisierte, dass mit dem dort ausgearbeiteten Gesetzentwurf nicht das übergeordnete Ziel der „Rassengesetzgebung“ erreicht würde, nämlich die Garantie eines grundsätzlichen „Rassenschutzes“.
Kontrovers wird beurteilt, inwieweit Forderungen der Parteibasis und Vorfälle wie der Kurfürstendamm-Krawall von 1935 die gesetzliche Regelung beschleunigten oder gar veranlassten. Die „Gewalt von unten“, der von Parteigliederungen inszenierte „Volkszorn“, wurde zumindest von einzelnen einflussreichen Nationalsozialisten wie Reinhard Heydrich und Gerhard Wagner genutzt, um schärfere Gesetze gegen Juden zu fordern. Andere befürchteten einen Vertrauensverlust bei der Bevölkerung, wenn die entfesselte Gewalt die Ruhe und Ordnung störten und das Gewaltmonopol des Staates unterlaufen wurde. Nach Saul Friedländer sollten die Nürnberger Gesetze „allen kundtun, dass die Rolle der Partei alles andere als ausgespielt war […] So würde die Masse der Parteimitglieder beruhigt, individuelle Gewaltakte gegen Juden würden durch die Aufstellung klarer ‚legaler‘ Richtlinien beendet, und der politische Aktivismus würde auf wohldefinierte Ziele“ hingelenkt werden.
Neuerdings wird die in der Fachliteratur weitverbreitete Darstellung Löseners hinterfragt, der Wilhelm Frick als desinteressiert und uninformiert beschreibt. Longerich verweist auf eine Tagebucheintragung bei Goebbels vom 14. September 1935:
„Frick und Heß auch da. Gesetze durchberaten. Neues Staatsbürgergesetz… Verbot jüdischer Ehen… Wir feilen noch daran. Aber so wird es beschlossen. Wird die Reinigung erhalten.“
Umstritten ist heute auch die Selbstdarstellung der beigezogenen Ministerialbeamten, die ihre Mitwirkung als mäßigenden Einfluss oder gar Widerstand stilisierten. Zumindest lassen sich angeblich vorgebrachte Maximalforderungen, wie Sterilisationen durchzuführen oder auch „Achteljuden“ wie „Volljuden“ zu behandeln, in keinem der sechs aufgefundenen Entwürfe nachweisen.

## Statistische Angaben

### Im Deutschen Reich lebende Juden
Die Anzahl der „Glaubensjuden“ wird für das Jahr 1933 auf 505.000 bis 525.000 geschätzt, zu denen nach Definition der Nationalsozialisten weitere 180.000 assimilierte Juden zu addieren wären. Norbert Frei geht von 562.000 Menschen aus, die 1935 gemäß der Ersten Verordnung zum Reichsbürgergesetz als Juden galten.
Yehuda Bauer gibt für das nationalsozialistische Deutsche Reich mit Lutz Eugen Reutter und JDC-Dokumenten als Quelle für 1933 499.682 gelistete Juden an, 2.000 „Dreivierteljuden“, 210.000 „Halbjuden“ und 80.000 „Vierteljuden“, zusammen 790.000 Verfolgte aufgrund jüdischer Herkunft, so die Historiker I. Lorenz und J. Berkemann, die hinzufügen: „Die Zahlen sind sehr unzuverlässig.“ Nach den NS-Einmärschen in Österreich und dem Sudetenland erhöhte sich die Anzahl entsprechend. In Österreich waren es 185.246 Juden und mindestens 150.000 sogenannte Mischlinge. Die Fluchtbewegung ab 1933 reduzierte die jüdische Bevölkerung in Mitteleuropa bis 1939 gleichzeitig um 440.000.
Nach der Volkszählung von 1939 gab es nach NS-Definition 330.539 Juden (davon 297.407 Glaubensjuden), 71.126 „jüdische Mischlinge ersten Grades“ (darunter 6.600 mosaischen Bekenntnisses) und 41.454 „jüdische Mischlinge zweiten Grades“.
Am 1. April 1943 lebten im Großdeutschen Reich offiziell nur noch 31.910 Juden. Ungefähr die Hälfte von ihnen musste den Judenstern tragen; hierzu waren auch die jüdischen Partner in „nichtprivilegierten Mischehen“ verpflichtet.

### Verurteilungen nach dem Blutschutzgesetz
Nach der Reichskriminalstatistik des Jahres 1937 wurden 512 Männer wegen „Rassenschande“ verurteilt, darunter waren 355 Juden. Zwischen 1936 und 1940 wurden 1.911 Männer wegen „Rassenschande“ verurteilt. Die Auswertung der von 1936 bis 1943 in Hamburg gefällten Urteile ergibt, dass jüdische Männer deutlich schärfer bestraft wurden als „Deutschblütige“. Rund ein Drittel der jüdischen Justizopfer erhielt Zuchthausstrafen zwischen zwei und vier Jahren; knapp ein Viertel wurde noch strenger bestraft. Die Höchststrafe betrug 15 Jahre. In mindestens fünfzehn Fällen verhängten die Richter mit juristischen Kunstgriffen trotzdem Todesurteile, die auch vollstreckt wurden (z. B. gegen Leo Katzenberger und Werner Holländer).

## Nachkriegszeit
Durch das Kontrollratsgesetz Nr. 1 betreffend die Aufhebung von NS-Recht vom 20. September 1945 hob der Alliierte Kontrollrat u. a. das Reichsflaggengesetz, das Gesetz zum Schutze des deutschen Blutes und der deutschen Ehre und das Reichsbürgergesetz auf.
Um im Rahmen der sogenannten „Wiedergutmachungspolitik“ erlittenes Unrecht im Bereich des Familienrechtes so weit wie möglich auszugleichen, wurden entsprechende Gesetze erlassen.

### Bundesrepublik Deutschland
Ab dem 23. Juni 1950 konnte nach dem Bundesgesetz über die Anerkennung freier Ehen rassisch und politisch Verfolgter der Verbindung von Verlobten, denen aus rassischen Gründen die standesamtliche Eheschließung unmöglich gemacht worden war, auf Antrag rückwirkend die Rechtswirkungen einer gesetzlichen Ehe zuerkannt werden, wenn der Tod des einen Teils die Nachholung der standesamtlichen Trauung verhindert hatte. Es war der Tag festzusetzen, der als Tag der Eheschließung zu gelten hatte, etwa der Tag einer kirchlichen Trauung oder der Tag, an dem die Erklärung, eine dauernde Verbindung einzugehen, vor Angehörigen oder auf andere Weise ernstlich bekundet worden war. Eine ähnliche Regelung hatte es in den Ländern der US-Besatzungszone bereits seit Anfang 1948 gegeben.
Anders als bei der während des Zweiten Weltkriegs möglichen „Leichentrauung“ von Frauen „mit gefallenen oder im Felde verstorbenen Wehrmachtsangehörigen“ wurde jedoch keine Möglichkeit zur nachträglichen Eheschließung geschaffen, sondern eine auf einem Ehekonsens beruhende, tatsächlich geschlossene und durchgeführte Ehe „nachträglich von der wieder zur Vernunft gelangten Gesetzesordnung anerkannt“.
Bis 1963 wurden 1.823 entsprechende Anträge gestellt, von denen 1.255 bewilligt wurden.

### Österreich
Das Bundesgesetz vom 16. Dezember 1953 über die Anerkennung des Zustandekommens von Ehen rassisch oder politisch verfolgter Verlobter sah für Verlobte, denen es in der Zeit vom 13. März 1938 bis 31. März 1945 nur aus rassischen oder politischen Gründen unmöglich gewesen war, die Ehe miteinander zu schließen, ein Antragsrecht bis zum 31. Dezember 1954 vor. Das Oberlandesgericht Wien konnte auf Antrag aussprechen, dass eine Ehe dennoch als zustande gekommen galt, wenn ein Standesbeamter die Trauung wegen eines Ehehindernisses nach dem Gesetz zum Schutze des deutschen Blutes und der deutschen Ehre oder dessen erster Ausführungsverordnung verweigert hatte.